# Gøtu
Gøtu è stato un comune delle Isole Fær Øer fino al 1º gennaio 2009 quando è stato unito a Leirvík nel nuovo comune di Eystur.
Il comune era costituito da quattro località della parte meridionale di Eysturoy: Gøtugjógv, Norðragøta (capoluogo), Syðrugøta, Undir Gøtueiði. Nel 2006 contava 1 065 abitanti.